# First Family 4 Life
First Family 4 Life – trzeci album studyjny amerykańskiego zespołu hip-hopowego M.O.P. Został wydany w 1998 r. Gościnnie występują Freddie Foxxx, Gang Starr, O.C. i Treach z zespołu Naughty by Nature.

## Lista utworów
| #  | Tytuł                                  | Producent            | Goście        | Czas |
| -- | -------------------------------------- | -------------------- | ------------- | ---- |
| 1  | "Billy Intro"                          |                      |               | 0:58 |
| 2  | "Breakin' the Rules"                   | DJ Premier           |               | 4:12 |
| 3  | "4 Alarm Blaze"                        | Laze E Laze          | Teflon, Jay-Z | 4:29 |
| 4  | "Blood Sweat and Tears"                | Laze E Laze          |               | 4:42 |
| 5  | "Down 4 Whateva"                       | M.O.P.               | O.C.          | 3:33 |
| 6  | "Facing Off"                           | M.O.P., Laze E. Laze |               | 3:38 |
| 7  | "My Kinda Nigga Part II"               | Da Beatminerz        | Heather B     | 4:07 |
| 8  | "I Luv"                                | DJ Premier           | Freddie Foxxx | 4:50 |
| 9  | "Salute Part II"                       | DJ Premier           | Guru          | 4:17 |
| 10 | "Ride With Us"                         | Laze E Laze          |               | 4:43 |
| 11 | "Handle Ur Bizness (DJ Premier Remix)" | DJ Premier           |               | 4:14 |
| 12 | "Fly Nigga Hill Figga"                 | M.O.P.               |               | 4:07 |
| 13 | "What the Future Holds"                | M.O.P.               |               | 3:57 |
| 14 | "Downtown Swinga '98"                  | DJ Premier           |               | 4:13 |
| 15 | "Fame Skit"                            |                      |               | 1:52 |
| 16 | "Brooklyn/Jersey Get Wild"             | Laze E Laze          | Treach        | 4:07 |
| 17 | "New York Salute"                      | M.O.P.               |               | 2:56 |